# Bellevue (Nebraska)
Bellevue é uma cidade localizada no estado norte-americano do Nebraska, no Condado de Sarpy.

## Geografia
De acordo com o United States Census Bureau, a cidade tem uma área de 41,4 km², onde 41 km² estão cobertos por terra e 0,44 km² por água.

### Localidades na vizinhança
O diagrama seguinte representa as localidades num raio de 12 km ao redor de Bellevue.

## Demografia
Segundo o censo nacional de 2010, a sua população é de 50 137 habitantes e sua densidade populacional é de 1 221,3 hab/km². É a terceira cidade mais populosa do Nebraska. Possui 20 591 residências, que resulta em uma densidade de 501,59 residências/km².